# Compagnie internationale pour l'informatique
Compagnie Internationale pour l'Informatique (CII) a fost o societate comercială privată franceză creată în decembrie 1966, în cadrul proiectului guvernamental francez Plan Calcul, în timpul lui Charles de Gaulle. A fost absorbită în 1975 de Honeywell-Bull, devenind CII Honeywell-Bull, redenumită Bull în 1982.
Domeniile acoperite de calculatoarele produse urmau să fie calculul științific și aplicațiile de gestiune economică.
CII a dus o politică de colaborare cu țările din estul Europei, derulând activități economice estimate la un miliard de franci în 1974. În România începând din 1968 a fost construit calculatorul Felix C-256, licență a calculatorului Iris 50 dezvoltat de CII,, acesta fiind livrat în Cuba, China și Coreea de Nord. De asemenea, CII a avut colaborări importante cu URSS, Algeria și Chile a lui Salvador Allende.